# Nodos de la órbita

Elementos orbitales de un cuerpo alrededor del Sol.

Los nodos de una órbita son dos puntos pertenecientes a dicha órbita inclinada respecto a un plano de referencia, y que se hallan donde dicha órbita cruza al mencionado plano de referencia, al cual debe pertenecer el astro primario de la órbita a la que pertenecen los nodos. 
En el caso de órbitas heliocéntricas (donde el astro primario es el sol), el plano de referencia es la eclíptica, y en el caso de órbitas geocéntricas (donde el astro primario es la Tierra), el plano de referencia es el ecuador celeste.
En el caso de las órbitas sin inclinación (inclinación 0º), es decir en aquellas que se encuentran completamente sobre el plano de referencia, no se pueden definir sus nodos.
Toda órbita tiene dos nodos: 
- El nodo ascendente (símbolo Ω) es el punto donde el objeto cruza el plano de referencia moviéndose desde el hemisferio sur al hemisferio norte celeste.
- El nodo descendente (símbolo ☋) es el punto donde el objeto cruza el plano de referencia moviéndose desde el hemisferio norte al hemisferio sur celeste.

A la intersección del plano de la órbita con el plano de referencia se le llama línea de los nodos, sobre la que se encuentran los nodos y equidistante a estos sobre la misma línea se encuentra el astro mayor de la órbita.
Uno de los parámetros que se utiliza para caracterizar una órbita es la longitud del nodo ascendente (véase elementos orbitales).
Los nodos orbitales de la Tierra (plano de la órbita: eclíptica respecto al plano de referencia: Ecuador) reciben los siguientes nombres:
- Punto Aries o punto vernal del nodo ascendente.
- Punto Libra para el nodo descendente.